# Banchus teres
Banchus teres là một loài tò vò trong họ Ichneumonidae.